# Museo de Bellas Artes de Vietnam
El Museo Nacional de Bellas Artes de Vietnam es una institución cultural y educativa afiliada al «Ministerio de cultura, deportes y turismo» de Vietnam y al «Sistema de museos nacionales de Vietnam», con la misión de conservar y exhibir obras de arte históricas y contemporáneas, artefactos arqueológicos e históricos y otros objetos importantes para la historia de Vietnam.  Es considerado como uno de los museos más importantes del país por su papel en la preservación y mantenimiento del patrimonio cultural vietnamita, tanto de las comunidades étnicas como de los logros artísticos del siglo XX.
La exhibición de aproximadamente 3 000 objetos resume la historia del arte de Vietnam con colecciones que abarcan desde la prehistoria hasta el presente y que además de las bellas artes contemporáneas también incluyen artes tradicionales como esculturas religiosas, pinturas populares y cerámicas.
El museo se ubica en el número 66 de la calle Nguyen Thai Hoc, en el corazón de la capital Hanói. Con un área de más de 4 700 metros cuadrados, el edificio mismo es una obra de arte arquitectónico que combina el estilo colonial francés con elementos de las casas comunales típicas de Vietnam.

## Historia
En la década de 1960 el gobierno de Vietnam del Norte fundó varios museos, incluso el «Museo de la revolución vietnamita», el «Museo de historia militar» y el «Museo Nacional de Bellas Artes de Vietnam», todos ubicados en antiguos edificios coloniales. En 1962 el gobierno le solicitó al Ministerio de cultura que remodelara el recinto de un antiguo internado francés para mujeres. La remodelación agregó elementos ornamentales típicos de las casas comunales vietnamitas a la arquitectura occidental del edificio y lo acondicionó para exhibir obras de arte. La inauguración del museo fue el 26 de junio de 1966 con un área total de 4200 metros cuadrados, de los cuales 1200 estaban dedicados a las áreas de exhibición.
Durante la guerra entre Vietnam del Norte y Vietnam del Sur muchas de las pinturas originales en posesión del museo fueron retiradas de las exhibiciones para evitar que fueran dañadas por los bombardeos y fueron reemplazadas con copias. No todas las pinturas fueron regresadas al museo después de la guerra debido a la falta de controles y se cree que muchas fueron vendidas a coleccionistas privados. Nora Taylor, una experta en pintura vietnamita de la Escuela del Instituto de Arte de Chicago, cree que aproximadamente la mitad de las pinturas en la exhibición pueden ser copias. Esta situación afecta la capacidad del museo para realizar intercambios con instituciones de otros países y genera presión de la comunidad artística vietnamita para que la administración del museo garantice la autenticidad de las obras.
Entre 1997 y 1999 la administración incrementó el área total del museo a 4737 metros cuadrados y en 2012 contrató a Nguyen Hai Yen, un experto en arte vietnamita reconocido internacionalmente, para documentar extensivamente 200 de los artículos de la exhibición.  En el periodo 2013-2015 el museo ejecutó un programa de cooperación con el Museo Real de Mariemont en Bélgica para recibir entrenamiento para el personal y crear un programa de educación artística.
Recientemente el gobierno aprobó un plan maestro para el desarrollo de las bellas artes, con vigencia hasta 2020 y una visión hasta 2030, que incluye un nuevo espacio de exhibiciones para el museo que le ayudará a exponer más apropiadamente su colección de obras de arte y atender la gran cantidad de visitantes que recibe (en 2014 recibió aproximadamente 70 000).

## Colecciones
El museo tiene colecciones permanentes de cerámica, bellas artes y escultura. En total posee aproximadamente 20 000 piezas de arte, de las cuales solo 3000 se encuentran en exhibición. Algunas de estas obras son consideradas piezas maestras de las bellas artes vietnamitas y dan una idea del estilo contemporáneo y las influencias occidentales y chinas.
Las obras están organizadas en seis colecciones. Tres de ellas están dedicadas al desarrollo histórico de las bellas artes en Vietnam y cubren los periodos prehistórico y antiguo, dinástico (entre los siglos XI y XIX) y moderno (del siglo XX a la actualidad). Las otras tres colecciones están dedicadas a las artes tradicionales aplicadas, las artes populares y a la cerámica.

## Obras destacadas

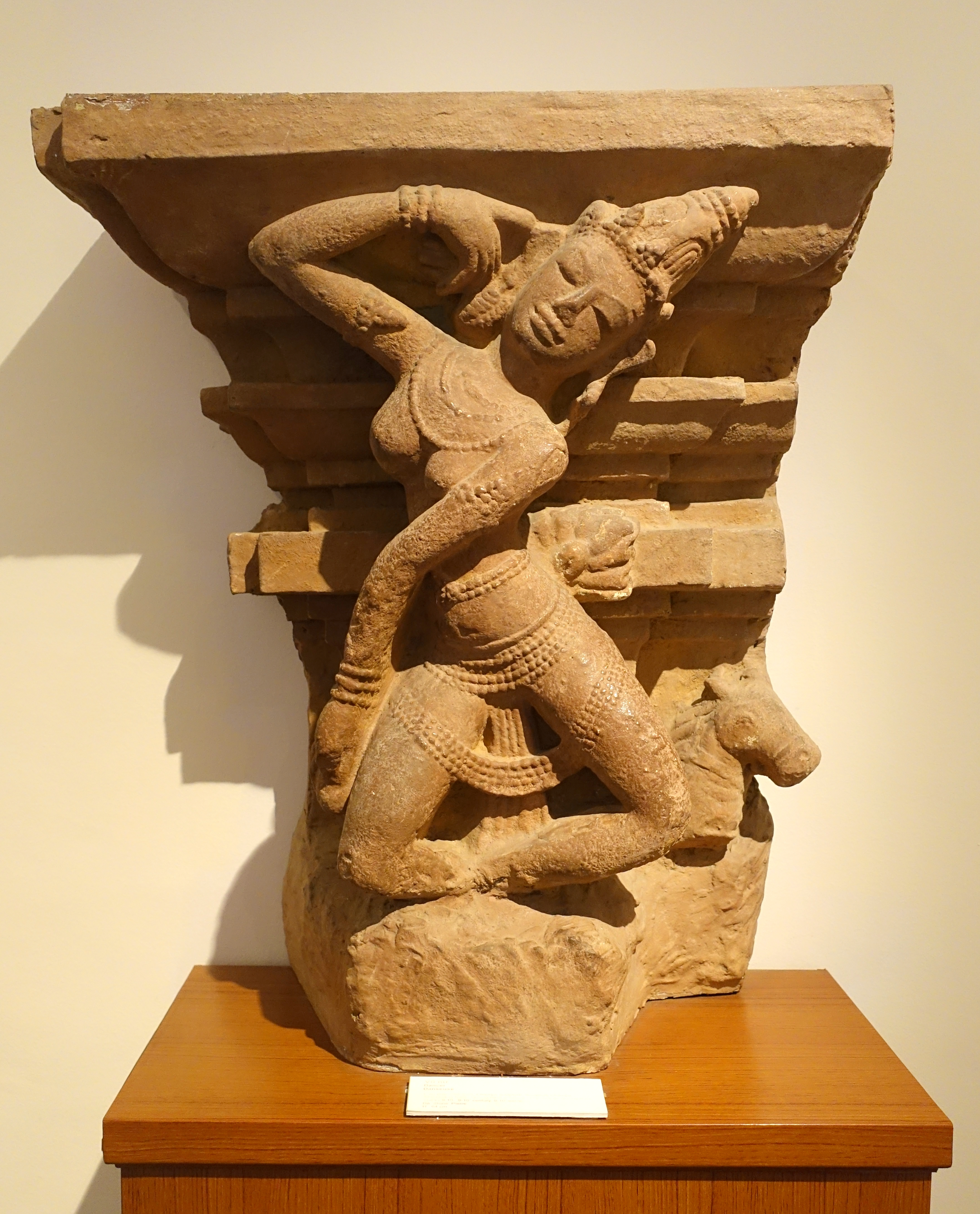
Estatua del Reino de Champa resguardada en el Museo de bellas artes de Vietnam.

El museo es reconocido por albergar figuras humanas y animales encontradas en la gruta Dong Noi del distrito Lac Thuy y obras artísticas destacadas de las dinastías Ly y Tran así como esculturas del Reino de Champa. También es reconocido por su colección de estatuas de buda y por su sala de pintores de la «Escuela superior de bellas artes de Indochina».

## Otras actividades
Además de las áreas de exhibición, el museo mantiene un espacio para fomentar la creatividad artísticas de los niños y una biblioteca. También ejecuta programas de cooperación con instituciones de Japón, Singapur, Francia, Italia, España y Bélgica. También realiza labores de conservación y restauración  en un edificio adicional ubicado en la calle Hoang Cau.